# Chorągiew husarska koronna Władysława Myszkowskiego
Chorągiew husarska koronna Władysława Myszkowskiego – chorągiew husarska koronna połowy XVII wieku, okresu wojen ze Szwedami, licząca sobie w drugim kwartale 1656 roku 165 koni.
Szefem  tej chorągwi był margrabia i wojewoda Władysław Gonzaga Myszkowski herbu Jastrzębiec.
W 1635 roku, w czasie koncentracji wojsk króla Władysława IV przeciw Szwedom, jako porucznik chorągwi husarskiej margrabiego Władysława Myszkowskiego wymieniany był Stefan Czarniecki. Jej faktycznym dowódcą był Władysław Wilczkowski.
Chorągiew wzięła udział w bitwie pod Warką, 7 kwietnia 1656 oraz bitwie pod Warszawą pod koniec lipca 1656.